# مرتفعات أفرودايت

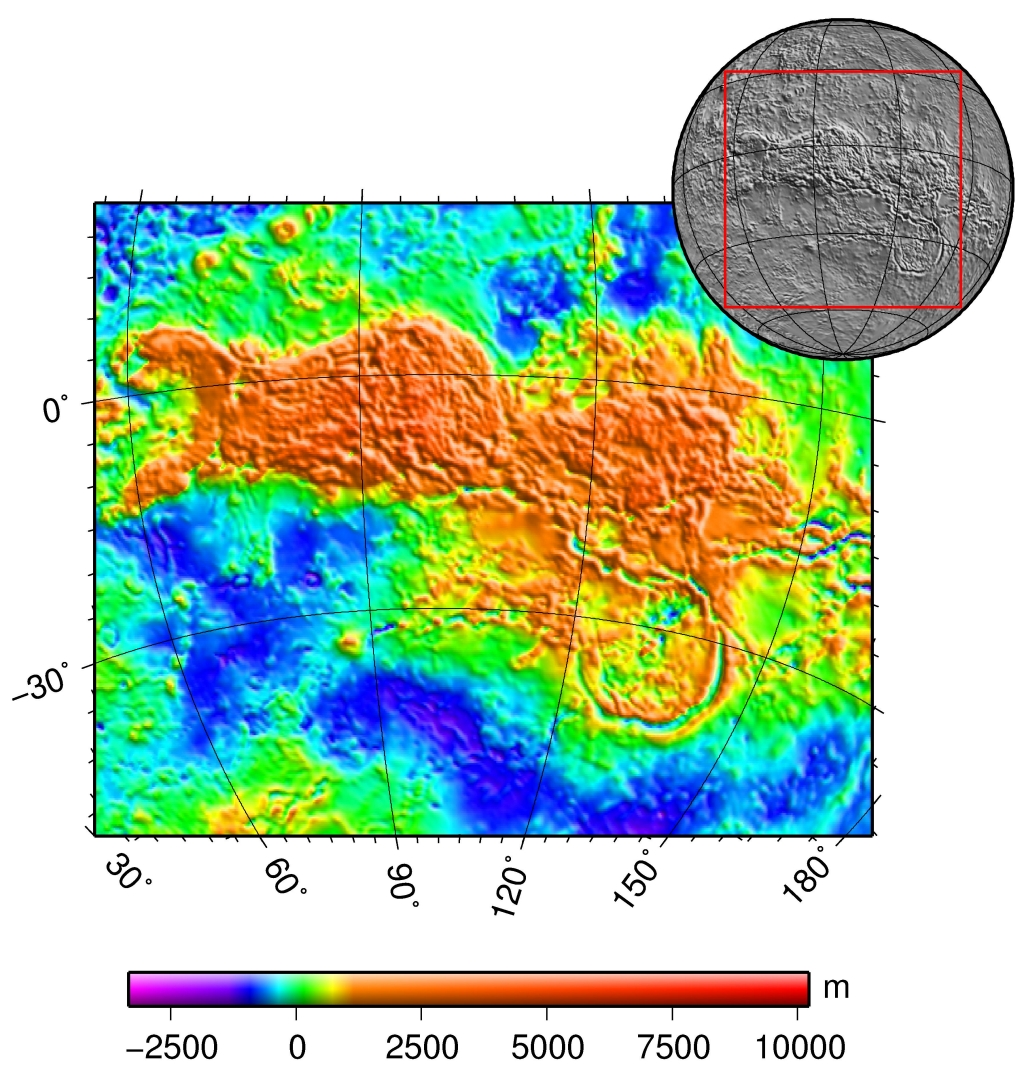
مرتفعات أفردويت.

مرتفعات افردودايت هي مرتفعات تقع على خط استواء الزهرة وهي بنفس حجم أفريقيا وهذه المرتفعات تمتاز بخشونة أكثر من خشونة مرتفع عشتار ويوجد على مرتفعات افرودايت سلسلة جبلية لكن حجمه يعادل فقط نصف الجبال في مرتفع عشتار.
ويبدو على السطح التواءات وتكسرات مما يرجح نظرية قوى الضغط الكبير المؤدية لتشكله. كما يوجد مقدار كبير من تدفقات الصهارة. وتوجد العديد من القنوات تعبر هذه المرتفعات.